# Anax
Anax – rodzaj ważek z rodziny żagnicowatych (Aeshnidae).

## Podział systematyczny
Do rodzaju należą następujące gatunki:

- Anax amazili (Burmeister, 1839)
- Anax aurantiacus Makbun, Wongkamhaeng & Keetapitchchayakul, 2022
- Anax bangweuluensis Kimmins, 1955
- Anax celebense Lieftinck, 1942
- Anax chloromelas Ris, 1911
- Anax concolor Brauer, 1865
- Anax congoliath Fraser, 1953
- Anax dubius Lacroix, 1921 – gatunek wątpliwy
- Anax ephippiger (Burmeister, 1839) – husarz wędrowny
- Anax fumosus Hagen, 1867
- Anax georgius Selys, 1872
- Anax gibbosulus Rambur, 1842
- Anax gladiator Dijkstra & Kipping, 2015
- Anax guttatus (Burmeister, 1839)
- Anax immaculifrons Rambur, 1842
- Anax imperator Leach in Brewster, 1815 – husarz władca
- Anax indicus Lieftinck, 1942
- Anax insulanus Theischinger, Kalnins & Marinov, 2024
- Anax julius Brauer, 1865
- Anax junius (Drury, 1773) – husarz zielony
- Anax longipes Hagen, 1861
- Anax maclachlani Förster, 1898
- Anax mandrakae Gauthier, 1988
- Anax nigrofasciatus Oguma, 1915
- Anax panybeus Hagen, 1867
- Anax papuensis (Burmeister, 1839)
- Anax parthenope (Selys, 1839) – husarz mniejszy
- Anax piraticus Kennedy, 1934
- Anax pugnax Lieftinck, 1942
- Anax rutherfordi McLachlan, 1883
- Anax selysii Förster, 1900
- Anax speratus Hagen, 1867
- Anax strenuus Hagen, 1867
- Anax tonga Theischinger, Kalnins & Marinov, 2024
- Anax tristis Hagen, 1867
- Anax tumorifer McLachlan, 1885
- Anax walsinghami McLachlan, 1883